# Liste des conseillers d'État du canton de Bâle-Ville
La liste ci-dessous répertorie l'ensemble des membres du Conseil d'État du canton de Bâle-Ville. 

## Abréviations des partis
- PPAI : Parti des paysans, artisans et indépendants
- PDC : Parti démocrate-chrétien
- PSD : Parti social-démocrate (scission du PS bâlois, situé plus à droite)
- PRD : Parti radical-démocratique
- PVL : Parti vert'libéral
- Verts : Les Verts
- PLS : Parti libéral suisse
- PdT : Parti suisse du travail
- PS : Parti socialiste suisse

## Conseillers d'État
| Nom                       | Parti          | Mandat                        | né(e) en | mort(e) en |
| ------------------------- | -------------- | ----------------------------- | -------- | ---------- |
| Elisabeth Ackermann       | Verts          | 2017–2021                     | 1963     |            |
| Friedrich Aemmer          | PRD            | 1911–1934                     | 1867     | 1934       |
| Alfred Abegg              | PDC            | 1962–1972                     | 1905     | 2002       |
| Gottlieb Bischoff         | PLS            | 1875–1881                     | 1820     | 1885       |
| Wilhelm Bischoff          | PLS            | 1878–1905                     | 1832     | 1913       |
| Hermann Blocher           | PS             | 1910–1918                     | 1872     | 1942       |
| Fritz Brechbühl           | PS             | 1935–1963                     | 1897     | 1963       |
| August Brenner            | PPAI           | 1919–1935                     | 1879     | 1946       |
| Ernst Brenner             | PRD            | 1884–1897                     | 1856     | 1911       |
| Christoph Brutschin       | PS             | 2009–2021                     | 1958     |            |
| Albert Burckhardt         | PRD            | 1902–1910                     | 1854     | 1911       |
| Carl Christoph Burckhardt | PLS            | 1906–1915                     | 1862     | 1915       |
| Hans Burckhardt           | PLS            | 1905–1907                     | 1858     | 1918       |
| Johann Jakob Burckhardt   | PRD            | 1881–1887                     | 1836     | 1890       |
| Karl Burckhardt           | PRD            | 1875–1881                     | 1831     | 1901       |
| Karl Burckhardt           | PRD            | 1875–1893                     | 1830     | 1893       |
| Lukas Burckhardt          | PLS            | 1966–1980                     | 1924     | 2018       |
| Richard Calini            | PRD            | 1923–1925                     | 1882     | 1943       |
| Carlo Conti               | PDC            | 2000–2014                     | 1954     |            |
| Stefan Cornaz             | PRD            | 1995–1999                     | 1944     | 2003       |
| Conradin Cramer           | PLS            | 2017–                         | 1979     |            |
| Heinrich David            | PRD            | 1897–1910                     | 1856     | 1935       |
| Baschi Dürr               | PRD            | 2013–2021                     | 1977     |            |
| Fritz Ebi                 | PS             | 1935–1956                     | 1889     | 1961       |
| Lukas Engelberger         | PDC            | 2014–                         | 1975     |            |
| Christoph Eymann          | PLS            | 2001–2016                     | 1951     |            |
| Stephanie Eymann          | PLS            | 2021–                         | 1979     |            |
| Peter Facklam             | PLS            | 1980–1992                     | 1930     | 2023       |
| Rudolf Falkner            | PRD            | 1875–1894                     | 1827     | 1898       |
| Mathias Feldges           | PS             | 1984–1997                     | 1937     | 2022       |
| Hanspeter Gass            | PRD            | 2006–2013                     | 1955     |            |
| Remo Gysin                | PS             | 1984–1992                     | 1945     |            |
| Niklaus Halter            | PRD            | 1875–1886                     | 1819     | 1903       |
| Franz Hauser              | PS             | 1963–1976                     | 1915     | 1986       |
| Fritz Hauser              | PS             | 1918–1941                     | 1884     | 1941       |
| Eva Herzog                | PS             | 2005–2020                     | 1961     |            |
| Adolf Im Hof              | PLS            | 1915–1944                     | 1876     | 1952       |
| Isaak Iselin-Sarasin      | PLS            | 1893–1905                     | 1851     | 1930       |
| Beat Jans                 | PS             | 2021–2023                     | 1964     |            |
| Kurt Jenny                | PRD            | 1972–1992                     | 1931     | 2004       |
| Esther Keller             | PVL            | 2021–                         | 1984     |            |
| Eugen Keller              | PDC            | 1972–1992                     | 1925     | 2020       |
| Wilhelm Klein             | PRD            | 1875–1878 1881–1887           | 1825     | 1887       |
| Ralph Lewin               | PS             | 1997–2008                     | 1953     |            |
| Carl Ludwig               | PLS            | 1930–1946                     | 1889     | 1967       |
| Fritz Mangold             | Sans étiquette | 1910–1919                     | 1871     | 1944       |
| Otto Miescher             | PRD            | 1962–1972                     | 1905     | 2001       |
| Rudolf Miescher           | PLS            | 1914–1930                     | 1880     | 1945       |
| Carl Miville              | PS / PdT       | 1941–1950                     | 1891     | 1981       |
| Guy Morin                 | Verts          | 2005–2017                     | 1956     |            |
| Rudolf Niederhauser       | PDC            | 1919–1935                     | 1881     | 1966       |
| Carl Peter                | PDC            | 1944–1962                     | 1899     | 1969       |
| Rudolf Philippi           | PRD            | 1887–1902                     | 1835     | 1903       |
| Heinrich Reese            | PRD            | 1894–1907                     | 1843     | 1919       |
| Karl Sarasin              | PLS            | 1875–1878                     | 1815     | 1886       |
| Alfred Schaller           | PRD            | 1950–1966                     | 1908     | 1985       |
| Veronica Schaller         | PS             | 1992–2001                     | 1955     |            |
| Jörg Schild               | PRD            | 1992–2006                     | 1946     |            |
| Hansruedi Schmid          | Sans étiquette | 1976–1984                     | 1928     | 2012       |
| Arnold Schneider          | PRD            | 1966–1984                     | 1920     | 1992       |
| Barbara Schneider         | PS             | 1997–2008                     | 1953     |            |
| Friedrich Schneider       | PS             | 1920–1923                     | 1886     | 1966       |
| Karl Schnyder             | PS / PSD       | 1976–1994                     | 1931     | 2016       |
| Tanja Soland              | PS             | 2020–                         | 1975     |            |
| Paul Speiser              | PLS            | 1878–1884 1886–1902 1907–1914 | 1846     | 1935       |
| Armin Stöcklin            | PRD            | 1907–1919                     | 1861     | 1938       |
| Hans-Rudolf Striebel      | PRD            | 1984–1995                     | 1930     |            |
| Christoph Stutz           | PDC            | 1992–1997                     | 1947     |            |
| Kaspar Sutter             | PS             | 2021–                         | 1975     |            |
| Hans Martin Tschudi       | PSD            | 1994–2005                     | 1951     |            |
| Hans-Peter Tschudi        | PS             | 1953–1959                     | 1913     | 2002       |
| Ueli Vischer              | PLS            | 1992–2005                     | 1951     |            |
| Gustav Wenk               | PS             | 1925–1953                     | 1884     | 1956       |
| Hans-Peter Wessels        | PS             | 2009–2021                     | 1962     |            |
| Eugen Wullschleger        | PS             | 1902–1920                     | 1862     | 1931       |
| Max Wullschleger          | PS             | 1956–1976                     | 1910     | 2004       |
| Edmund Wyss               | PS / PSD       | 1960–1984                     | 1916     | 2002       |
| Peter Zschokke            | PLS            | 1946–1966                     | 1898     | 1966       |
| Richard Zutt              | PRD            | 1887–1911                     | 1849     | 1917       |
| Edwin Zweifel             | PRD            | 1934–1962                     | 1897     | 1964       |

## Présidents du gouvernement
| Mandat    | Nom                 |
| --------- | ------------------- |
| 2021-2023 | Beat Jans           |
| 2017-2021 | Elisabeth Ackermann |
| 2009-2017 | Guy Morin           |
| 2008-2009 | Guy Morin           |
| 2007-2008 | Eva Herzog          |
| 2006-2007 | Barbara Schneider   |
| 2005-2006 | Ralph Lewin         |
| 2004-2005 | Jörg Schild         |
| 2003-2004 | Christophe Eymann   |
| 2002-2003 | Carlo Conti         |
| 2001-2002 | Barbara Schneider   |
| 2000-2001 | Ralph Lewin         |
| 1999-2000 | Hans Martin Tschudi |
| …         |                     |